# 孙义桢
孙义桢（1933年—），浙江省奉化县人，毕业于北京外国语大学，原上海外国语大学教授，中国大陆翻译家、词典辞书编纂专家。

## 生平
1933年，孙义桢出生在浙江省奉化县。1955年，孙义桢考入北京外国语大学，跟随孟复、刘晓培等学习西班牙语。1959年因成绩优秀而提前毕业并且留校任教。1973年，孙义桢调打拼上海外国语大学工作，后来出任上海外国语大学西班牙语系主任，1988年出任上海外国语大学西班牙语教授至1998年退休。

## 作品
孙义桢从1976年开始编纂西班牙文和中文双解词典。
- 孙义桢; 张婧亭 (编). . 上海市: 上海外语教育出版社. 2020-06-01. ISBN 9787544660037.

- 孙义桢 (编). . 上海市: 上海译文出版社. 2016-06-01. ISBN 9787532757923.

- 孙义桢 (编). . 上海市: 上海外语教育出版社. 2010-09-01. ISBN 9787544601344.

- 孙义桢 (编). . 上海市: 上海外语教育出版社. 2000-01-01. ISBN 9787544608626.

- 孙义桢; 张婧亭 (编). . 上海市: 上海外语教育出版社. 2020-02-01. ISBN 9787544660037.

- 梁德润; 林光; 王晓红; 孙义桢; 马名伟 (编). . 北京市: 商务印书馆. 2018-08-01. ISBN 9787100156363.

- 孙义桢 (编). . 北京市: 商务印书馆. 2000-01-01. ISBN 9787100028851.

## 奖项
- 1981年，《简明西汉词典》，1986年“上海市哲学社会科学优秀成果奖”三等奖。[2][3]

- 2008年，《新时代西汉大词典》，2010年第四届中国图书政府奖·辞书奖提名、2010年“三个一百”原创图书奖、2011年上海哲学社会科学优秀成果奖二等奖。[2][3]

- 2018年，第四届中国辞书学会“辞书事业终身成就奖”。[2][3]